# Steve Pinizzotto
Steven „Steve“ Pinizzotto (* 26. April 1984 in Mississauga, Ontario) ist ein ehemaliger deutsch-kanadischer Eishockeyspieler, der im Verlauf seiner aktiven Karriere zwischen 2005 und 2019 unter anderem 158 Spiele für den EHC Red Bull München und Kölner Haie in der Deutschen Eishockey Liga (DEL) auf der Position des rechten Flügelstürmers bestritten hat. Zudem absolvierte Pinizzotto 37 Partien für die Vancouver Canucks und Edmonton Oilers in der National Hockey League (NHL) sowie 364 Begegnungen in der American Hockey League (AHL), wo er mit den Hershey Bears zweimal den Calder Cup gewann. Sein Bruder Jason war ebenfalls professioneller Eishockeyspieler.

## Karriere

### Anfänge
Pinizzotto ist der Sohn eines Italieners und einer Deutschen und besitzt daher sowohl die kanadische als auch die deutsche Staatsbürgerschaft. Pinizzotto begann seine Karriere ebenso wie zuvor bereits seine Brüder bei den Oakville Blades in der zweitklassigen kanadischen Juniorenliga Ontario Provincial Junior A Hockey League (OPJHL), wo er ab der Saison 2000/01 für fünf Spielzeiten aktiv war. In der Saison 2004/05 war er mit 95 Punkten der erfolgreichste Spieler seines Teams und drittbester Scorer der gesamten Liga. Daraufhin wechselte er 2005 ins Universitätsteam des Rochester Institute of Technology in der Atlantic Hockey, die in den Spielbetrieb der National Collegiate Athletic Association (NCAA) eingegliedert ist. Auch hier wurde er in seiner zweiten Spielzeit 2006/07 wieder erfolgreichster Scorer seiner Mannschaft.

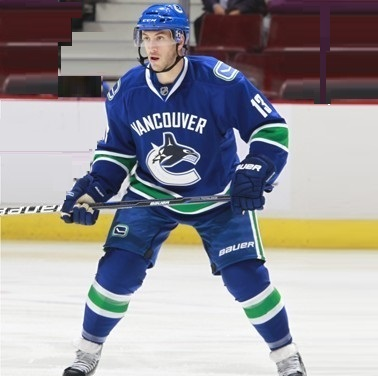
Pinizzotto im Trikot der Vancouver Canucks (2013)

### Zwei Calder-Cup-Siege und Einsätze in der NHL
Im März 2007 unterschrieb Pinizzotto einen Vertrag bei der Organisation der Washington Capitals und war damit der erste Spieler des Rochester Institute of Technology, der einen Profivertrag bei einem Franchise der National Hockey League (NHL) unterzeichnete.
In seinen vier Jahren bei der Organisation der Capitals kam der Flügelspieler in der ECHL bei den South Carolina Stingrays und bei den Hershey Bears aus der American Hockey League (AHL) zum Einsatz. In der Saison 2008/09 spielte er häufiger bei den Bears und konnte mit diesen auch die AHL-Meisterschaft, den Calder Cup, gewinnen. Dabei wurde Pinizzotto in den Play-offs in der vierten Angriffsreihe eingesetzt, in der er insbesondere mit seinem Körperspiel dafür sorgte, das Jason Krog, der erfolgreichste Stürmer des Finalgegners Manitoba Moose, in der Finalserie seine Gefährlichkeit nicht ausspielen konnte. In der folgenden Spielzeit 2009/10 war er nur für das Team aus der Schokoladenstadt aktiv und konnte 49 Punkte zum erneuten Gewinn der AHL-Meisterschaft beitragen.
Zur Saison 2011/12 verpflichteten ihn die Vancouver Canucks, wo er als Ersatz für den abwandernden Raffi Torres eingeplant war. Während der letzten Partie der Vorbereitung gegen die San Jose Sharks verletzte sich Pinizzotto nach einem Check von Douglas Murray an der Schulter und konnte daraufhin kein einziges Saisonspiel bestreiten. Der Kanadier startete sein Comeback beim Farmteam, den Chicago Wolves, da in der NHL wegen des Lockouts nicht gespielt wurde. Nach dessen Ende debütierte er im März 2013 im Spiel gegen die Nashville Predators in der NHL und kam im weiteren Saisonverlauf auch in den Play-offs zum Einsatz. Zur Saison 2013/14 wechselte Pinizzotto in die NHL-Organisation der Florida Panthers, wurde aber noch während der laufenden Spielzeit zum Ligakonkurrenten Edmonton Oilers transferiert. Dort spielte der Deutsch-Kanadier abwechselnd entweder für die Oilers in der NHL oder beim Farmteam Oklahoma City Barons in der AHL. Im November 2014 gelang ihm im Spiel gegen sein ehemaliges Team aus Vancouver das seltene Eishockeykunststück eines Gordie Howe Hattricks. Insgesamt wurde ihm in seiner Nordamerikazeit offensive Durchsetzungsfähigkeit, Gefährlichkeit am Tor verbunden mit gutem Passspiel assistiert.

### Wechsel nach Deutschland
Im Mai 2015 gab der EHC Red Bull München aus der Deutschen Eishockey Liga (DEL) die Verpflichtung des Rechtsschützen zur Saison 2015/16 bekannt. In München traf er wieder auf Keith Aucoin, mit dem er schon bei den Hershey Bears Erfolge gefeiert hatte, war gleich in seiner ersten DEL-Saison der Strafbankkönig der Liga, aber auch der punktbeste Scorer der Münchner in den Play-offs, die ihre erste Deutsche Meisterschaft feierten. In der folgenden Spielzeit 2016/17, in der er wieder mit seinem Team Meister wurde, fiel der inzwischen zum Publikumsliebling avisierte Deutsch-Kanadier insbesondere in der Finalserie gegen die Grizzlys Wolfsburg mit seinem körperlichen Einsatz gegen Sebastian Furchner auf. Auch in seiner dritten Saison mit dem Team aus der bayerischen Landeshauptstadt konnte er erneut die Meisterschaft gewinnen. Obwohl er in dieser Spielzeit die meisten Punkte (38) und wenigsten Strafminuten (120) erzielte, blieb insbesondere ein Check von ihm im Playoff-Halbfinale gegen Matthias Plachta von den Adler Mannheim in der öffentlichen Wahrnehmung. Bei den Spielen in der anschließenden Finalserie gegen die Eisbären Berlin wurde seine Spielweise als ein wichtiger Bestandteil am letztendlichen Sieg und wiederholten Titelgewinn angesehen. Insgesamt war er mit 39 Tore in 141 DEL-Spielen an den drei deutschen Meisterschaften des EHC Red Bull München beteiligt.
Im Juni 2018 verließ er München und wurde von den Kölner Haien als Ersatz für den verletzten Marcel Müller für die Saison 2018/19 verpflichtet. Im November 2018 musste sich Pinizzotto einer Knieoperation unterziehen und konnte in der Spielzeit keine Eishockeyspiele mehr bestreiten. Er kehrte daraufhin nicht mehr in den Spielbetrieb zurück und beendete seine aktive Karriere.

## Erfolge und Auszeichnungen
| - 2009 Calder-Cup-Gewinn mit den Hershey Bears - 2010 Calder-Cup-Gewinn mit den Hershey Bears - 2016 Deutscher Meister mit dem EHC Red Bull München | - 2017 Deutscher Meister mit dem EHC Red Bull München - 2018 Deutscher Meister mit dem EHC Red Bull München |

## Karrierestatistik
(Legende zur Spielerstatistik: Sp oder GP = absolvierte Spiele; T oder G = erzielte Tore; V oder A = erzielte Assists; Pkt oder Pts = erzielte Scorerpunkte; SM oder PIM = erhaltene Strafminuten; +/− = Plus/Minus-Bilanz; PP = erzielte Überzahltore; SH = erzielte Unterzahltore; GW = erzielte Siegtore; 1 Play-downs/Relegation; Kursiv: Statistik nicht vollständig)